# Тимирязевский сельсовет (Алтайский край)
Тимирязевский сельсовет — муниципальное образование со статусом сельского поселения и административно-территориальное образование в Мамонтовском районе Алтайского края России. Административный центр — посёлок Первомайский.

## Демография
По результатам Всероссийской переписи населения 2010 года, численность населения муниципального образования составила 734 человека, в том числе 327 мужчин и 407 женщин. Оценка Росстата на 1 января 2012 года — 705 человек.

## Населённые пункты
В состав сельского поселения входит один населённый пункт — посёлок Первомайский.